# 石沟沿墓地
石沟沿墓地，位于中国青海省平安县沙沟乡石沟沿村，为青海省市县级文物保护单位，公布日期为1987年6月2日，类型为古墓葬。
石沟沿墓地的历史年代为新石器时代、青铜时代。